# Nananthea
Nananthea, rod glavočika iz tribusa Anthemideae, podtribus Anthemidinae.
Jedina vrsta je N. perpusilla koja je autohtona na Korziki i Sardiniji. Uvezena je u Njemačku.

## Sinonimi
- Chrysanthemum perpusillum Loisel., bazionim
- Cotula pygmaea Poir.